# 亨德森冰川
79°47′S 82°25′W / 79.783°S 82.417°W
亨德森冰川（英語：Henderson Glacier）是南極洲的冰川，位於埃爾斯沃思地，處於赫里蒂奇嶺的企業山，全長13公里，流經舍克峰和霍因克斯峰，最終在羅斯曼山以東注入尤尼昂冰川。